# Villalba de la Loma
Villalba de la Loma is een gemeente in de Spaanse provincie Valladolid in de regio Castilië en León met een oppervlakte van 14,06 km². Villalba de la Loma telt 59 inwoners (1 januari 2016).

## Demografische ontwikkeling
Bron: INE, 1857-2011: volkstellingen